# 남원 사직단
남원 사직단(南原 社稷檀)은 대한민국 전북특별자치도 남원시 향교동에 있는, 땅의 신(社)과 곡식의 신(稷)에게 제사하기 위해 쌓은 제단이다. 1992년 6월 20일 전라북도 기념물 제79호로 지정되었다.

## 개요
남원시 용정동 앞산에 땅의 신(社)과 곡식의 신(稷)에게 제사하기 위해 쌓은 제단이다.
땅과 곡식이 없으면 백성이 살 수 없으므로 새로이 나라를 세우면 왕이 반드시 사직단을 만들어 백성을 위한 제사를 지냈다. 그리하여 사직은 종묘와 함께 국가자체를 의미하여, 국가의 존망은 곧 종묘사직의 존폐로 표현되었다.
서울 종로에 있는 사직단은 조선 태조 3년(1394)에 세운 것으로 나라와 백성의 평안함과 풍년을 빌기 위해 제사를 지냈다. 또한 각 지방에도 사직단을 세우도록 하여 매년 정월에 고을의 원님이 사직단에 나가 고장의 평안과 풍년을 빌게 하였으며, 가뭄이 심할 때에는 주민들이 기우제를 지내기도 하였다.

## 같이 보기
- 사직단

## 참고 자료
- 남원사직단 - 국가유산청 국가유산포털